# Tarmount
Tarmount est une commune de la wilaya de M'Sila en Algérie.

## Histoire
Le site est d'origine romaine portait alors le nom d'Ad Aras[réf. nécessaire].